# دهستان مالوجه
دهستان مالوجه یکی از دهستان‌های شهرستان قروه در استان کردستان ایران است که در بخش دلبران قرار دارد.

## جمعیت
براساس سرشماری مرکز آمار ایران در سال ۱۳۹۵، جمعیت دهستان مالوجه ۵۴۸۰ نفر (در ۱۶۸۲ خانوار) بوده‌است.